# 邦巽

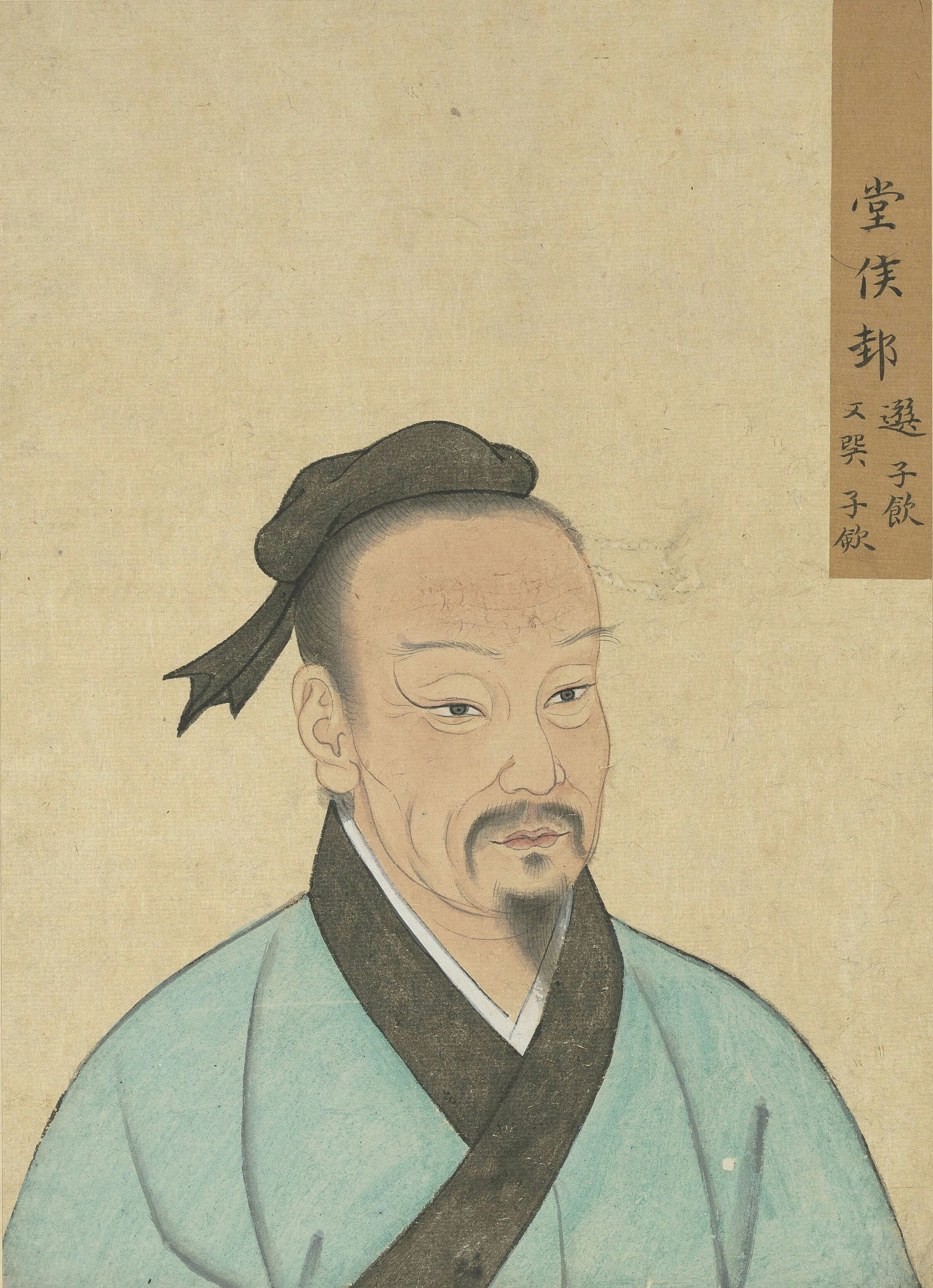
邽選

邦巽（？—？），字子敛，《孔子家语》作邽选，字子饮。春秋时期鲁国人。孔子弟子。

## 生平
邦巽事迹不详。 

## 歷代追封
- 漢明帝永平十五年（72年）從祀孔廟。
- 唐玄宗開元二十七年（739年）封平陆伯。
- 宋真宗大中祥符二年（1009年）封高堂侯。
- 明世宗嘉靖九年（1530年）封先賢邦子。